# Styrskulle
Styrskulle är en bebyggelse i Kungsbacka kommun, Hallands län. SCB klassar bebyggelsen från avgränsningen 2020 som en som en separat småort